# Batman (videojuego de 1986)
Batman fue el primer videojuego basado en Batman y fue uno de los videojuegos más importantes que se programaron para máquinas de 8 bits. Sus autores fueron Bernie Drummond y Jon Ritman, que hicieron el juego para Ocean Software.

## Descripción
El videojuego, perteneciente al género de videoaventura, se desarrolla en perspectiva isométrica, de manera similar a su posterior título Head over Heels. Su objetivo es encontrar las 7 piezas que forman el Batmovil.
El juego es de tipo laberinto, pero no aparecen enemigos de Batman, idea desechada desde un principio por no adaptarse al tipo de juego. Sin embargo, en principio se pensó en incluir a Robin como personaje, pero se descartó finalmente.

## Recepción
La recepción del juego fue muy buena en los medios de la época. Y además se ha mantenido bien durante los años, apareciendo como uno de los mejores videojuego del personaje décadas después.